# Xoc cardiogènic
Un xoc cardiogènic és un quadre clínic en el qual es produeix la disminució del cabal cardíac amb la presència del volum intravascular adequat que garanteix un bon funcionament. És per tant un xoc, i així el cor no pot subministrar sang suficient als òrgans vitals, cosa que afavoreix l'aparició d'hipòxia cel·lular.
En un estat hemodinàmicament correcte les persones adultes han de tenir una pressió arterial sistòlica d'entre 100-140 mmHg i una pressió arterial diastòlica d'entre 60-90 mmHg.

## Etiologia
Les causes principal del xoc cardiogènic és l'infart agut de miocardi (IAM). Tot i així, hi ha altres situacions que poden desencadenar-lo. Aquestes es poden classificar segons l'origen.

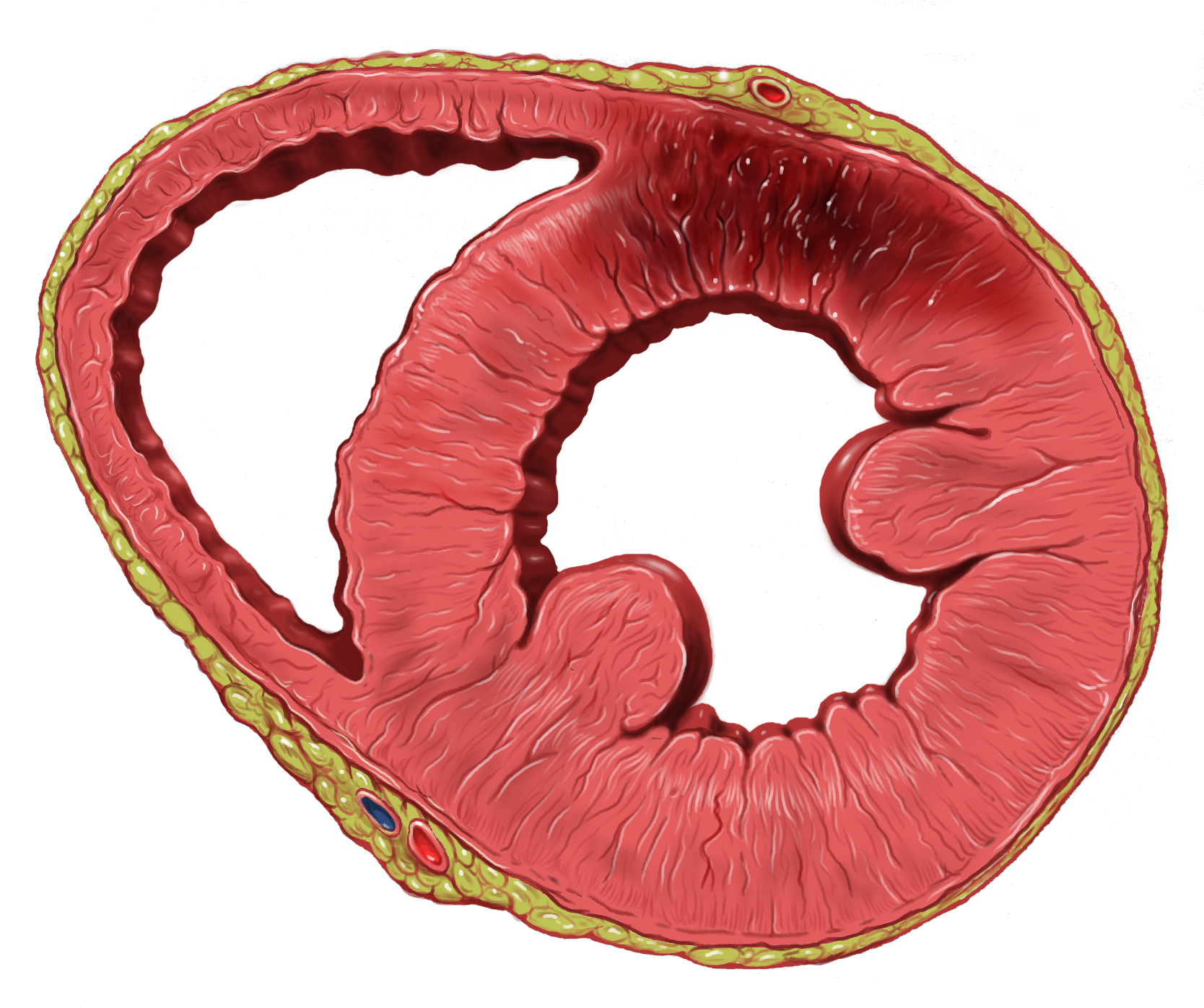
Representació d'un infart a la paret anterior del cor

- Mecànic: Defecte paret Ventricular i valvulopatia.

- Miopàtic: IAM, miocardiopatia dilatada i sortida de CEC.
- Arrítmia: Es poden desencadenar tota una sèrie d'arrítmies que provoquin alteració del funcionament del cor. Per exemple, bradicàrdia, bloqueig cardíac, etc.
- Obstructiu: Tromboembolisme pulmonar (TEP), pericarditis constrictiva, coartació aòrtica i tamponament cardíac.
- Pneumotòrax a tensió: és la presència d'aire en l'espai (virtual en el pulmó sa) interpleural: entre la pleuravisceral i la parietal. Aquest causa un col·lapse del pulmó i alteracions en la mecànica de la respiració i en l'estat hemodinàmic de la persona.

## Factors de risc
Hi ha tota una sèrie de factors de risc que s'han de tenir en compte per prevenir un xoc cardiogènic. Alguns d'aquests factors són: diabetis Mellitus, hipertensió arterial, antecedents de malalties cardiovasculars o infart agut de miocardi (IAM) anterior, persones d'edat avançada...
La presència d'un o més d'aquests factors de risc no ha de desencadenar per força un xoc cardiogènic.

## Simptomatologia
La simptomatologia bàsica del xoc cardiogènic és la hipotensió arterial persistent i la presència de signes i símptomes associats a la hipoperfusió. Algunes dels símptomes són: diaforesi o suor freda, alteració de l'estat mental d'estat (obnubilació, comatós...) i pèrdua de capacitat per concentrar-se, oligúria, és a dir, la disminució de la micció, pell pàl·lida o tacada, mareig, taquipnea, etc.
La hipotensió està relacionada amb la incapacitat del cor per subministrar prou sang als òrgans per seguir realitzant la seva funció. L'organisme desencadena els mecanismes de compensació i concentra tota la sang als òrgans. Com a conseqüència, es produeixen tots els símptomes esmentats anteriorment.